# Miniera di Su Suergiu

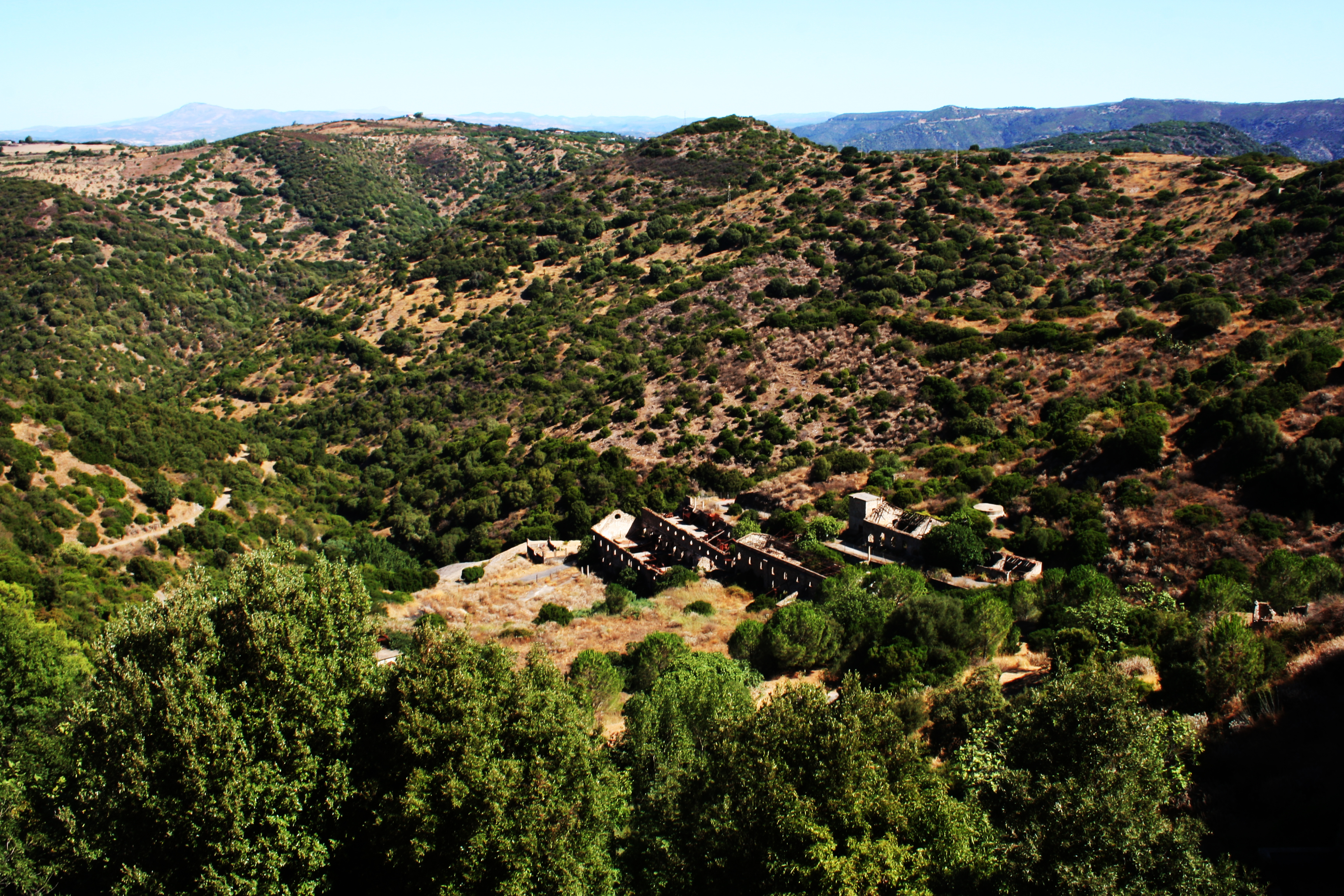
Miniera e fonderia di antimonio di Su Suergiu

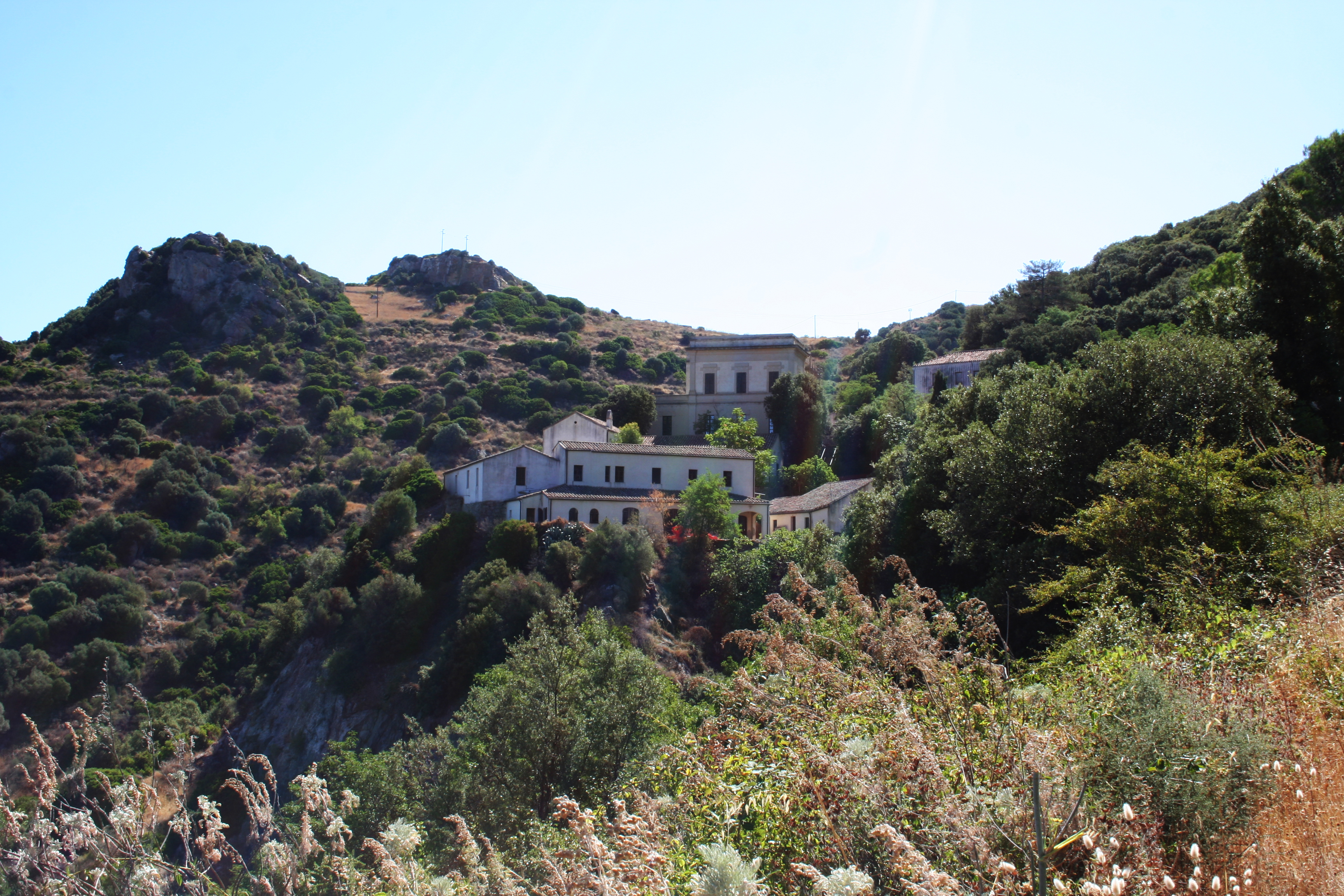
Borgo minerario di Su Suergiu

La miniera di Su Suergiu si trova sul territorio comunale di Villasalto, in provincia di Cagliari, e fa parte del Parco geominerario storico ed ambientale della Sardegna, riconosciuto dall'UNESCO. È stata per lunghi anni la più importante in Italia per l'estrazione dell'antimonio, attiva fra il 1880 circa e il 1987, quando fu dismessa.
Gli impianti, ormai abbandonati, si affacciano su un piazzale con un forno rotativo. Il più importante è la fonderia, realizzata nel 1882, che si sviluppa secondo un andamento orizzontale con grossi contrafforti che reggono le strutture interne, illuminate da ampie aperture.
L'edificio più interessante, come generalmente accade negli insediamenti minerari, è la palazzina della direzione, situata in posizione preminente. Si sviluppa su due piani attraversati verticalmente da paraste e conclusi con un cornicione, rifinito con un parapetto. Nell'ingresso un pronao con aperture ad arco e colonne corinzie regge un balcone. L'aspetto più originale è la decorazione in cemento, ripetuta nei capitelli del pronao e nei rilievi sovrastanti le finestre: di ispirazione floreale, riconducibile ai primi decenni del Novecento, alterna foglie, festoni e ovoli con pale e picconi, strumenti del faticoso lavoro in miniera.